# عريب (روسيا)
عورب (بالروسية: Уриб)—هي قرية في جمهورية داغستان في روسيا. تقع القرية على تلة بين جبلين

## التاريخ
وفقا لمصادر تاريخية، يبدأ تاريخ القرية الحالية من نهاية القرن 16 الميلادي.

## عورب اليوم
يبلغ عدد سكانها حوالي 2959  نسمة. القرية مشهورة بعمالها و علمائها.